# Grosphus
Genre
Grosphus est un genre de scorpions de la famille des Buthidae.

## Distribution
Les espèces de ce genre se rencontrent à Madagascar et à Mayotte.

## Liste des espèces
Selon The Scorpion Files (19/09/2022) :
- Grosphus ambre Lourenço, Wilmé & Waeber, 2018
- Grosphus angulatus Lowe & Kovařík, 2022
- Grosphus darainensis Lourenço, Goodman & Ramilijaona, 2004
- Grosphus goudoti Lourenço & Goodman, 2006
- Grosphus halleuxi Lourenço, Wilmé, Soarimalala & Waeber, 2017
- Grosphus hirtus Kraepelin, 1900
- Grosphus madagascariensis (Gervais, 1843)
- Grosphus mandena Lourenço, 2005
- Grosphus mayottensis Lourenço & Goodman, 2009
- Grosphus polskyi Lourenço, Qi & Goodman, 2007
- Grosphus rakotoariveloi Lourenço, Wilmé, Soarimalala & Waeber, 2017
- Grosphus simoni Lourenço, Goodman & Ramilijaona, 2004
- Grosphus tavaratra Lourenço, Soarimalala & Goodman, 2009
- Grosphus voahangyae Lourenço & Wilmé, 2015

## Systématique et taxinomie
Ce genre a été décrit par Simon en 1880.
Teruelius, placé en synonymie par Lourenço, Rossi, Wilmé, Raherilalao, Soarimalala et Waeber en 2020 a été relevé de synonymie par Lowe et Kovařík en 2022.

## Publication originale
- Simon, 1880 : « Études Arachnologiques. 12° mémoire. XVIII. Descriptions de genres et espèces de l'ordre des Scorpions. » Annales de la Société entomologique de France, sér. 5, vol. 10, p. 377-398 (texte intégral).